# Капшинский район
Капшинский район — административно-территориальная единица в составе Ленинградской области, существовавшая с 1927 по 1963 год.
Административный центр — посёлок Шугозеро.
Площадь территории — 3214 км² (по данным 1928 года). Население — 18 976 чел. в 1926 году, 19 215 чел. в 1939 году, 14 739 чел. в 1959 году.

## Образование района
Капшинский район образован 1 августа 1927 года одновременно с образованием Ленинградской области. В состав района были включены следующие административные единицы упразднённого одновременно Тихвинского уезда Череповецкой губернии:
- Капшинская волость — полностью (14 сельсоветов);
- Лукинская волость — полностью (6 сельсоветов);
- из Борисовщинской волости — Ивановский и Шигольский сельсоветы;
- из Пёлдушской волости — Алексеевский сельсовет[5].

Первоначально Капшинский район был включён в состав Ленинградского округа. После ликвидации округов (постановление ЦИК и СНК СССР от 23 июля 1930 года) район был подчинён непосредственно областным органам.

## Административное деление
Первоначально район был разделён на 23 сельсовета:
- Алексеевский
- Валгомский
- Ерёминогорский
- Заборовский
- Заречский
- Ивановский
- Колокольницкий
- Корвальский
- Кузьминский
- Куневичский
- Лавровский
- Лукинский
- Макарьинский
- Михалёвский
- Новинский
- Пашезерский
- Погорельский
- Пяльинский
- Токаревский
- Хундольский
- Шигольский
- Щекотовский
- Явосемский

В ходе проведённого в Ленинградской области в 1928 году укрупнения сельсоветов были упразднены Валгомский, Куневичский, Макарьинский и Шигольский сельсоветы. Постановлением Президиума ВЦИК от 1 января 1932 года в состав Капшинского района был включён Никульский сельсовет, переданный из упразднённого Пикалёвского района.
Указом Президиума Верховного Совета РСФСР от 16 июня 1954 года в Капшинском районе были упразднены сельсоветы:
1. Погорельский (включён в состав Кузьминского сельсовета),
2. Токаревский (включён в состав Новинского сельсовета),
3. Заборовский,
4. Щекотовский (включены в состав Михалёвского сельсовета),
5. Лавровский (включён в состав Пашозерского сельсовета).

## Упразднение района
Район был упразднён Указом Президиума Верховного Совета РСФСР от 1 февраля 1963 года в рамках общего укрупнения сельских районов Ленинградской области после разделения облсовета на промышленный и сельский. В настоящее время территория бывшего Капшинского района в основном входит в состав Тихвинского района, небольшая часть — также в состав Бокситогорского (бывший Корвальский сельсовет) и Лодейнопольского (бывший Колокольницкий сельсовет) районов.